# Jàfar ibn Yahya
Jàfar ibn Yahya al-Barmakí (àrab: جعفر بن يحيى البرمكي, Jaʿfar ibn Yaḥyà al-Barmakī) (segle viii) fou visir abbàssida, fill de Yahya ibn Khàlid. Era de la família dels barmàquides i germà d'al-Fadl ibn Yahya, germà de llet del califa Harun ar-Raixid.
Des del 786 va ser associat a les tasques de govern pel seu pare. El 792 li fou encarregat el govern de les províncies occidentals del califat, però va restar a la cort, que només va abandonar el 796 per anar a reprimir disturbis a Síria. Fou nomenat temporalment governador del Khorasan, però sembla que no hi va anar (796). El 797 el seu pare va fer un viatge a la Meca i va deixar el segell símbol del poder dels visirs al seu fill gran al-Fadl ibn Yahya, que va perdre el favor del califa i va ser destituït de tots els seus càrrecs, assolint llavors el segell Jàfar, que també va ser nomenat cap de la guàrdia del califa i director de la casa de la moneda. El 798 fou nomenat tutor del príncep Abd-Al·lah al-Mamun, segon hereu. Era considerat l'amant del califa, mentre el seu germà s'oposava als plaers sexuals de la cort. Al-Fadl era el tutor del príncep Muhàmmad al-Amín, designat primer hereu, i la rivalitat dels dos prínceps es va traslladar als dos germans. Harun ar-Raixid va decidir posar fi al domini dels barmàquides i la nit del 28 al 29 de gener del 803, va fer executar Jàfar, arrestar al-Fadl i altres germans, posar en residència vigilada a Yahya i confiscar els béns de tota la família (excepte Muhàmmad ibn Khàlid). El motiu de la decapitació fou suposadament un romanç amb Abbasa, germana de Harun ar-Raixid, tot i que les fonts històriques segueixen sense estar clares sobre la veritable causa de la mort de Jàfar i la caiguda dels barmàquides.